# Funky Koval
Funky Koval – polska seria komiksowa autorstwa scenarzystów Macieja Parowskiego i Jacka Rodka oraz rysownika Bogusława Polcha i twórczyni koloru, Danuty Polch zd. Czmoch – muzy Polcha i twarzy „Brendy”. W początkowym okresie w pracach nad koncepcją brał udział także Wiktor Żwikiewicz, ostatecznie jedynie użyczył potem twarzy jednemu z bohaterów. Głównym bohaterem jest kosmiczny detektyw Funky Koval (pierwotnie miał nazywać się Punky Rock), który z pomocą przyjaciół i partnerów z prywatnej agencji detektywistycznej „Universs” tropi międzyplanetarne afery, nierzadko z podtekstem politycznym. Komiks zdobył serca czytelników znakomitymi i bardzo starannymi rysunkami, intrygującym scenariuszem oraz licznymi odniesieniami do ówczesnej rzeczywistości PRL (stan wojenny, Jerzy Urban, Okrągły Stół) – mimo że akcja komiksu na Ziemi oficjalnie rozgrywała się w USA w latach 80. XXI wieku. Trzecia część komiksu zawierała bogate odniesienia do rodzącej się wówczas III RP. Czwarta część ukazała się dopiero po kilkunastu latach i zawierała odniesienia do rzeczywistości współczesnej wydaniu, takie jak istnienie Internetu itp. W grudniu 2011 roku w specjalnym dodatku do „Nowej Fantastyki” ukazał się dodatkowy epizod Na białym szumie, w którym Koval pojawia się w rzeczywistości stanu wojennego w Polsce w 1981 roku.

## Wydania
Komiks publikowany był początkowo w odcinkach i wersji czarno-białej w czasopiśmie Fantastyka w latach (1982–1983) oraz w latach (1985–1986). Następnie ukazał się w formie kolorowych albumów (dwa pierwsze zostały wydane, zanim trzecia seria ukazała się w Fantastyce). Podobnie rzecz miała się z częścią czwartą, serializowaną w Nowej Fantastyce w latach 2010–2011, następnie opublikowaną w albumie.

### Albumy
- Bez oddechu
  - wyd. I 1987 – RSW „Prasa-Książka-Ruch” („Komiks – Fantastyka” nr 1)
  - wyd. II 1992 – Prószyński i S-ka („Komiks” nr 1/92)
  - wyd. III 2011 – Prószyński i S-ka[3]
- Sam przeciw wszystkim
  - wyd. I 1988 – RSW „Prasa-Książka-Ruch” („Komiks-Fantastyka” nr 2/88)
  - wyd. II 1992 – Prószyński i S-ka („Komiks” nr 2/92)
  - wyd. III 2011 – Prószyński i S-ka[3]
- Wbrew sobie
  - wyd. I 1992 – Prószyński i S-ka („Komiks” nr 5/92)
  - wyd. II 2011 – Prószyński i S-ka[3]
- Wrogie przejęcie
  - wyd. I 2011 – Prószyński i S-ka

### Wydania zbiorcze
- Funky Koval, Egmont Polska, 2002, (Klasyka Polskiego Komiksu) ISBN 83-237-9603-3 (zawartość: Bez oddechu; Sam przeciw wszystkim; Wbrew sobie; Bez litości (fragment))
- Funky Koval, Prószyński Media, 2014, ISBN 978-83-7961-107-2 (zawartość: 1, Bez oddechu; 2, Sam przeciw wszystkim; 3, Wbrew sobie; 4, Wrogie przejęcie)
- Funky Koval, Kurc, 2022, (wersja czarno-biała) ISBN 978-83-965732-4-7

### Wydania elektroniczne
W marcu 2011 roku albumy Bez oddechu i Sam przeciw wszystkim zostały wprowadzone do dystrybucji elektronicznej na platformie Woblink dla produktów Apple, w tej samej formie zostały także opublikowane w późniejszym terminie albumy trzeci i czwarty.

### Adaptacje
- Funky Koval. Bez oddechu – Sound Tropez, 2014 – adaptacja audio pierwszego albumu do formy słuchowiska

## Postacie
Odniesienia do rzeczywistości dotyczą również występujących postaci, których część ma fizjonomiczne pierwowzory w świecie realnym:
- kpt. Paul Barley, manager w Agencji Universs – Lech Jęczmyk
- Brenda Lear, prywatny detektyw w Agencji Universs i jej współwłaścicielka - Danuta Polch
- Matt Parey, prywatny detektyw w Agencji Universs – Maciej Parowski, współautor komiksu
- Jack Roddy, prywatny detektyw w Agencji Universs – Jacek Rodek, współautor komiksu
- B. (Brent Poll), prywatny detektyw w Agencji Universs – Bogusław Polch, współautor komiksu
- Marc O’Raymouth, niezależny dziennikarz – Marek Oramus
- Vic Zhvicks, niezależny dziennikarz – Wiktor Żwikiewicz, współautor konspektu pierwszej części komiksu
- George Fanner, reżimowy dziennikarz – Jerzy Urban
- najlepsi kasiarze w archiwum Stellar Fox – Jacek Maziarski, Lech Wałęsa
- dziennikarka PC News oraz Bullduck, członek gangu motocyklowego z miasteczka Twinducks – Jarosław Kaczyński
- terrorysta na pokazie kolekcji Eric's Memoriam – Ali Agca

## Opinie i nawiązania
Przez część miłośników komiksu „Funky Koval” uważany jest za najlepszy polski komiks. Niektórzy autorzy nawiązują w swoich pracach do niego (np. 48 stron, Ratman).

## Ekranizacja
We wrześniu 2008 roku twórcy komiksu sprzedali opcję ekranizacji albumu „Bez Oddechu” niezależnemu producentowi filmowemu z USA.